# Aspergillus amstelodami
Aspergillus amsterodami (L. Mangin) Thom & Church – gatunek grzybów z rodziny kropidlakowatych (Aspergillaceae).

## Systematyka i nazewnictwo
Pozycja w klasyfikacji według Index Fungorum: Aspergillus, Aspergillaceae, Eurotiales, Eurotiomycetidae, Eurotiomycetes, Pezizomycotina, Ascomycota, Fungi.
Teleomorfę tego taksonu po raz pierwszy opisał Louis Amangin w 1909 nadając jej nazwę Eurotium amstelodami. Anamorfę odkryli Charles Thom i Margaret Church w 1926 r. Zaliczyli ją do rodzaju Aspergillus.
Synonimy:
- Aspergillus vitis Novobr. 1972
- Aspergillus vitis var. montevidensis Kozak. 1989
- Eurotium amstelodami L. Mangin 1909
- Eurotium vitis Novobr. 1972

## Charakterystyka
Gatunek ten występuje głównie w krajach o klimacie tropikalnym i subtropikalnym, m.in. w przechowalniach i na wysuszonych częściach roślin. W Polsce notowany był w glebie oraz na nasionach i innych częściach słonecznika rocznego, pomidora zwyczajnego i pszenicy. U ludzi i zwierząt może wywoływać aspergilozę.